# Sainte-Brigitte
Sainte-Brigitte település Franciaországban, Morbihan megyében. Lakosainak száma 178 fő (2022. január 1.). Sainte-Brigitte Saint-Aignan, Cléguérec, Silfiac és Bon Repos sur Blavet községekkel határos.

## Népesség
A település népessége az elmúlt években az alábbi módon változott:
| Lakosok száma | 237  | 186  | 141  | 155  | 176  | 179  | 177  | 179  | 180  | 178  |
|               | 1968 | 1982 | 1990 | 2006 | 2013 | 2015 | 2017 | 2019 | 2020 | 2022 |